# Джебраїл
Джебраїл (азерб. Cəbrayıl) — місто в Азербайджані, центр Джебраїльського району. З 1993 до 2020 року було окуповане вірменськими силами. 4 жовтня 2020 року місто було звільнено збройними силами Азербайджану.

## Клімат
Місто знаходиться у зоні, котра характеризується вологим субтропічним кліматом. Найтепліший місяць — липень із середньою температурою 25.9 °C (78.6 °F). Найхолодніший місяць — січень, із середньою температурою 1.4 °С (34.5 °F).
| Клімат Джебраїла        | Клімат Джебраїла | Клімат Джебраїла | Клімат Джебраїла | Клімат Джебраїла | Клімат Джебраїла | Клімат Джебраїла | Клімат Джебраїла | Клімат Джебраїла | Клімат Джебраїла | Клімат Джебраїла | Клімат Джебраїла | Клімат Джебраїла | Клімат Джебраїла |
| Показник                | Січ.             | Лют.             | Бер.             | Квіт.            | Трав.            | Черв.            | Лип.             | Серп.            | Вер.             | Жовт.            | Лист.            | Груд.            | Рік              |
| Середня температура, °C | 1,4              | 2,6              | 6,7              | 13,3             | 17,7             | 22,4             | 25,9             | 24,8             | 21               | 14,9             | 8,8              | 4,1              | 13,6             |
| Норма опадів, мм        | 24.6             | 30.2             | 44.8             | 53.1             | 75.8             | 58.4             | 27.4             | 30.1             | 44.2             | 64               | 42               | 27               | 521.6            |
| Днів з опадами          | 5,7              | 6,6              | 8,3              | 8                | 10,2             | 6,1              | 2,8              | 3                | 4,3              | 7,2              | 6,1              | 5,3              | 73,6             |
| Вологість повітря, %    | 71               | 70.6             | 67.2             | 62.2             | 60.7             | 53.7             | 47.3             | 49.6             | 55.6             | 64.8             | 67               | 69.3             | 61.6             |
| ----------------------- | ---------------- | ---------------- | ---------------- | ---------------- | ---------------- | ---------------- | ---------------- | ---------------- | ---------------- | ---------------- | ---------------- | ---------------- | ---------------- |
| Джерело: Weatherbase    |                  |                  |                  |                  |                  |                  |                  |                  |                  |                  |                  |                  |                  |

## Історія
Джабраїл увійшов до складу Джебраїльського повіту Російської імперії у 1868 році. За даними перепису населення, проведеного в 1897 році, населення повіту становило 66 360 людей, з них 49 188 азербайджанців, 15 746 вірмен, 398 — курдів, 893 — росіян та інших меншин. Сам Джебраїл був селом з населенням 520 осіб, з них 228 — вірмени, 186 — азербайджанці, 76 — росіяни. За даними радянського перепису населення 1926 року, населення зросло до 75 371, з них 71 725 — азербайджанські турки, 625 — вірмени, 1089 — росіяни, 520 — перси.
4 жовтня 2020 року місто було звільнено збройними силами Азербайджану.

## Відомі уродженці
- Джаміль Ахмадов — Герой Радянського Союзу .
- Теймур Гулієв — голова Ради Народних Комісарів (1937—1953) та Ради Міністрів Азербайджанської РСР (1953—1954).[6]